# Parco archeologico di Sant'Andrea
Il parco archeologico di Sant'Andrea è un sito archeologico riferibile al Neolitico posto nel comune italiano di Travo, in provincia di Piacenza. Il parco si trova in località Sant'Andrea, nei pressi della sponda del fiume Trebbia.

## Storia
La zona del parco archeologico fu abitata durante il Neolitico recente, sul finire del V millennio a.C., durante la diffusione in tutto il territorio dell'Italia settentrionale della cultura di Chassey, proveniente dalla zona francese.
A partire dal 1981 sono state condotte, a cura della soprintendenza per i Beni Archeologici delle Province di Parma e Piacenza una serie di ricerche mirate all'approfondimento e alla ricostruzione delle attività legate alla presenza di insediamenti preistorici nella media val Trebbia.
Dal 1995 sono iniziate le campagne di scavo nella località di Sant'Andrea, posta ai margini del centro abitato di Travo, sulle rive del fiume Trebbia, dove sono state ritrovate tracce di un insediamento neolitico. Da allora, periodiche campagne di scavo vengono organizzate tutti gli anni nella stagione estiva.
Nel 1997 è stato aperto all'interno del castello Anguissola, posto nel centro di Travo, il museo archeologico di Travo con la funzione di ospitare i reperti ritrovati nel sito di Sant'Andrea.
Il sito archeologico è stato aperto alle visite nel 2006 grazie ai finanziamenti della regione Emilia Romagna, del comune di Travo, della Comunità Europea e con il supporto della Fondazione di Piacenza e Vigevano. Dal 2010 sono visitabili le ricostruzioni di alcuni degli insediamenti abitativi, allestiti con copie filologiche di manufatti originali rinvenuti durante gli scavi.
Le nuove campagne di scavo, incentrate su una zona del campo precedentemente non sottoposta a ricerche, sono dirette da Maria Bernabò Brea della Soprintendenza Archeologica e dal professor Alain Beeching dell’Università di Lione con la partecipazione di studenti e ricercatori da una serie di università italiane e francesi.
Dal luglio 2020, il parco archeologico, così come il museo, sono gestiti dall'impresa culturale ArcheoVea.
Nel luglio 2021 sono state inaugurate le ricostruzioni di un totale di 6 sepolture, 4 adulti tra cui una donna, e 2 bambini, di epoca longobarda, copia di alcune delle 117 tombe venute alla luce nel 2005, nelle immediate vicinanze del parco archeologico, durante i lavori di costruzione di alcuni edifici residenziali.

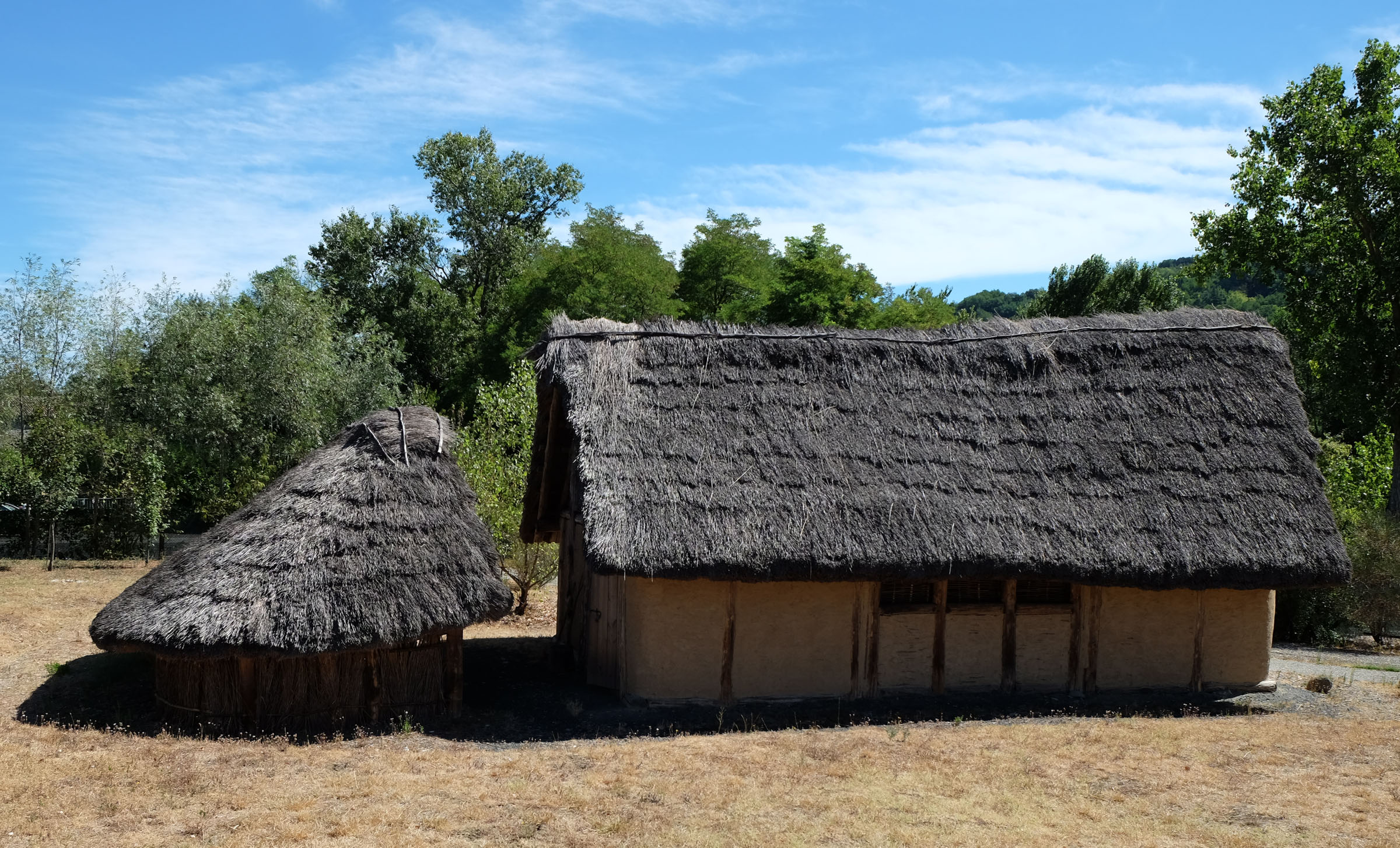
Una capanna

## Descrizione
Il parco si estende sulla superficie di un ettaro e contiene i resti di una serie di strutture abitative e funzionali: alcune di queste sono parte del percorso di visita, mentre altre sono state interrate di nuovo al fine di garantirne la conservazione. Su un totale di 6 capanne i cui resti sono stati scoperti nel corso delle campagne di scavo, 2 sono state sottoposte al consolidamento delle canalette perimetrali, avvenuto tramite l'utilizzo di apposite resine. Per ottenere il duplice obiettivo di proteggere i resti e di permettere al visitatore di vedere come si presentavano in origine gli insediamenti abitativi, sono state realizzate coperture in legname il cui tetto, realizzato a doppio spiovente, è sovrastato da un manto di canne di palude. Queste coperture sono caratterizzate dalle stesse dimensioni e dallo aspetto che dovevano presentare gli insediamenti durante il Neolitico. Le ricostruzioni degli edifici presentano al loro interno una serie di manufatti, copie degli originali rinvenuti nelle campagne di scavo.

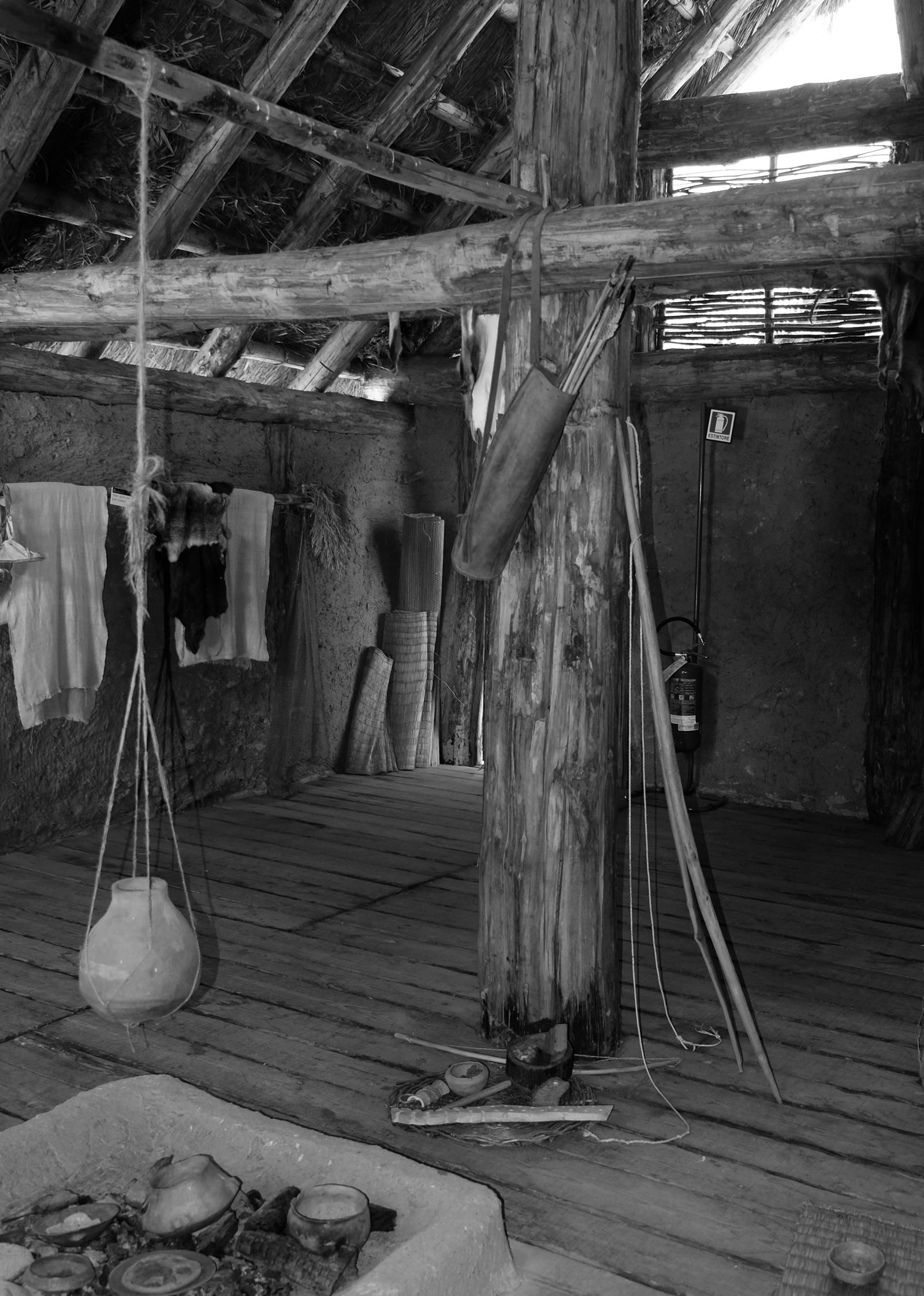
L'interno di una cappanna con la riproduzione di alcuni archi

Le buche dei pali emerse sono state utilizzate per il collocamento di nuovi paletti in legno, in modo da ricostruire l'originale struttura di cinta del villaggio. Nella zona sud del parco archeologico è stato ritrovato l'originale muretto di cinta realizzato a secco in ciottoli: per garantirne la protezione è stata costruita una copertura in materiale legnoso e con tetto in cristallo.
Nella porzione meridionale del parco sono state ricostruite 6 sepolture di origine longobarda, parte di un totale di 117 tombe venute alla luce dopo la scoperta di una necropoli ampia 545 m² nelle vicinanze del parco. Tra le sepolture ricostruite spicca una tomba di una donna, l'unica tra quelle ritrovate caratterizzata dalla presenza di un corredo funebre, dotata di una copertura realizzata in laterizio decorato sulla quale era incisa un'iscrizione funeraria esposta.
Il percorso di visita è completato da alcuni pannelli relativi alla storia del sito, alle strutture abitative e funzionali, ad approfondimenti sul Neolitico italiano e locale e sull'ambiente naturale.

### Didattica
Sono stati organizzati percorsi didattici che prevedono la visita al parco e al museo. I percorsi propongono attività finalizzate alla riproduzione delle antiche tecniche di lavorazione e cottura di vasi realizzati in materiale ceramico, delle procedure di scheggiatura della selce, di tessitura e di cottura dei cibi. Alcune attività prevedono la partecipazione a ricerche e scavi archeologici simulati da condurre in un'apposita porzione in cui sono state realizzate copie di alcuni elementi ritrovati nel parco archeologico.

## Il museo
I reperti provenienti da questo scavo sono conservati presso il museo archeologico di Travo collocato all'interno del castello Anguissola che contiene anche reperti paleolitici, romani e altomedievali rinvenuti in tutta la val Trebbia e, in parte, anche nelle valli limitrofe.